# 威洛布蘭奇 (印地安納州)
威洛布蘭奇（英語：Willow Branch）是位於美國印地安納州漢考克縣的一個非建制地區。該地的面積和人口皆未知。